# Conus textile
Toison d'or, Cône textile
Espèce
Statut de conservation UICN

 LC  : Préoccupation mineure
Conus textile, le Cône textile ou la Toison d'or, est une espèce de mollusque gastéropode marin de la famille des Conidae. C'est une espèce commune.
C'est un coquillage venimeux. Son poison extrêmement puissant peut tuer un humain en cinq minutes et il n'existe aucun antidote efficace, ce qui fait de cette espèce l'un des cônes les plus dangereux.

## Habitat et répartition
De l'océan Indien au Pacifique sud jusqu'à la Polynésie, dans le sable à faible profondeur. Il est présent notamment en mer Rouge, à Mayotte, en Australie…

## Liste des sous-espèces
Selon World Register of Marine Species (24 mai 2010) :
- Conus textile archiepiscopus Hwass dans Bruguière, 1792
- Conus textile neovicarius da Motta, 1982

## Description
- Ses motifs évoquent un triangle de Sierpiński ou les automates cellulaires définis par la « règle 30 ».
- Taille : 9 à 15 cm[3]; ou 4 à 13 cm[4].

Comme tous les conidae, il utilise ses radulas pour harponner ses proies et leur injecter un venin mortel.

## Galerie

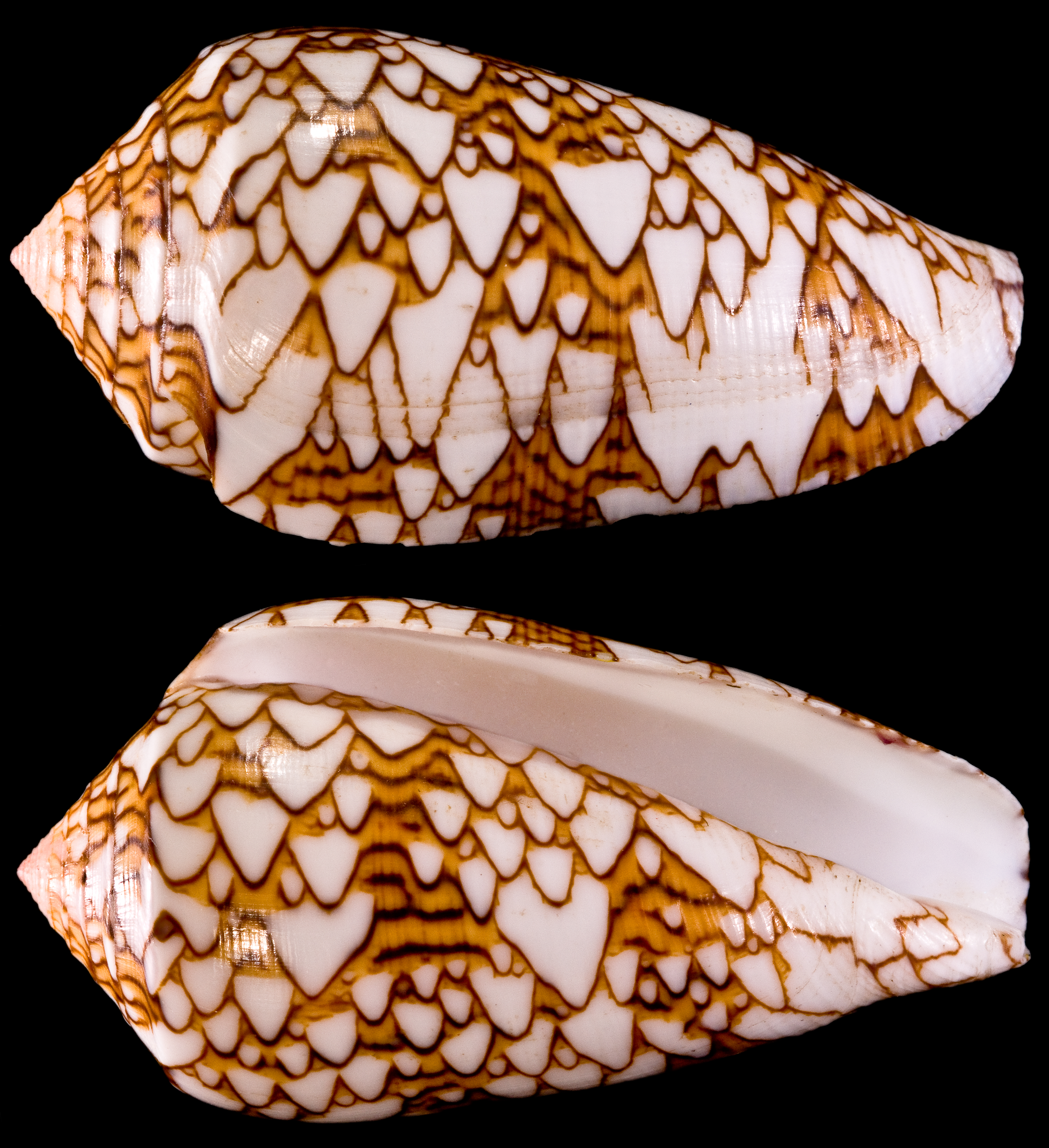
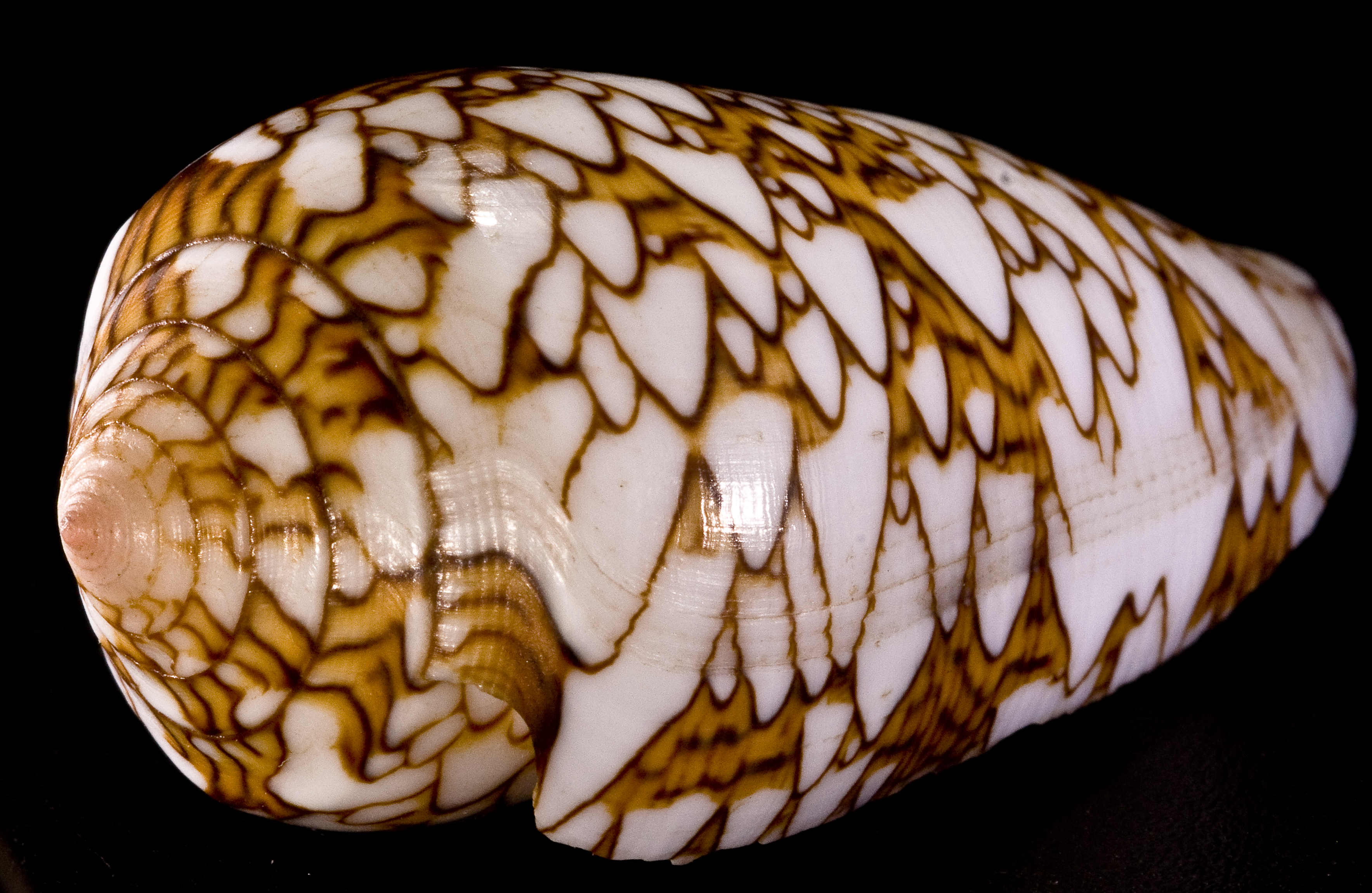
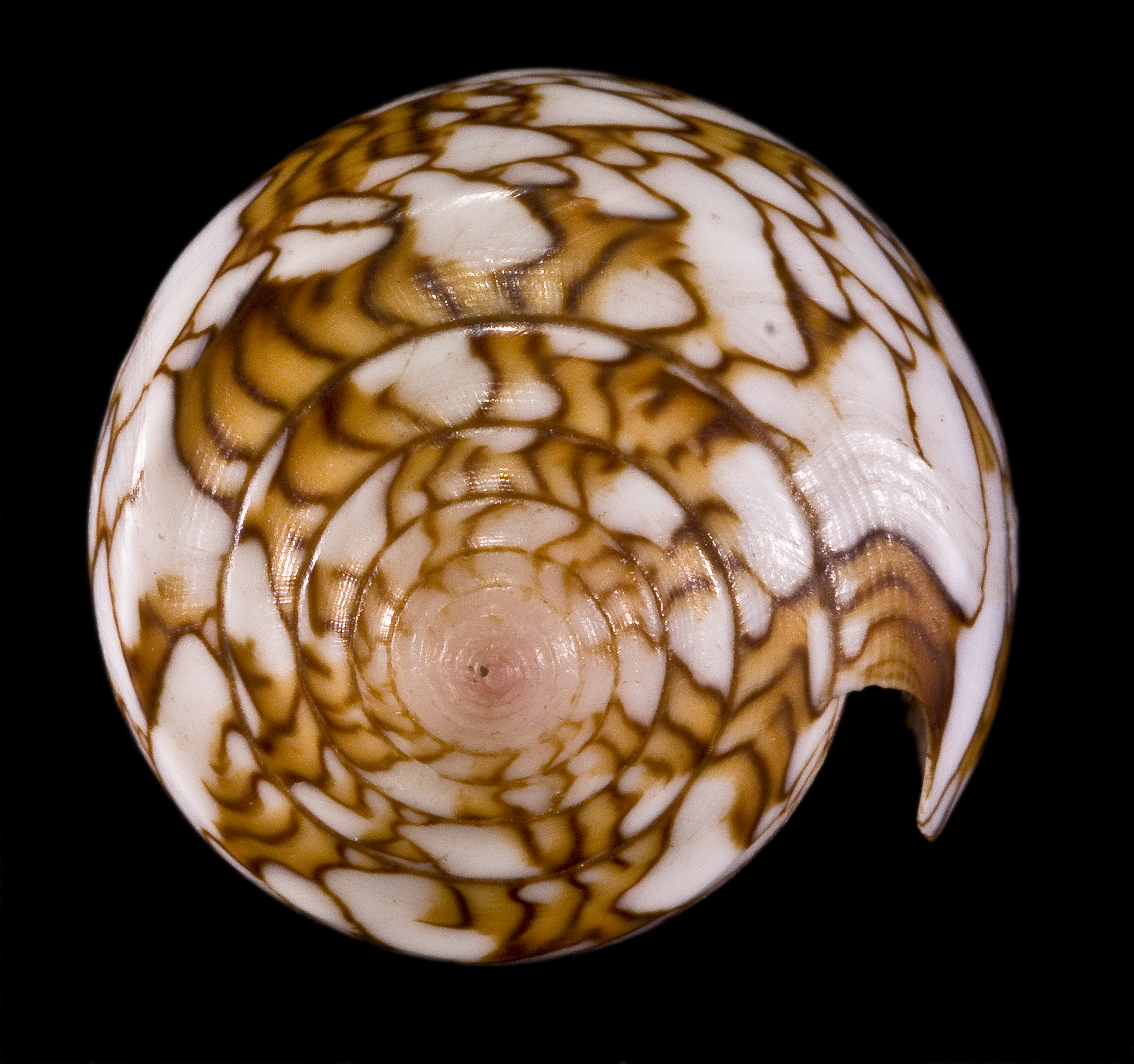
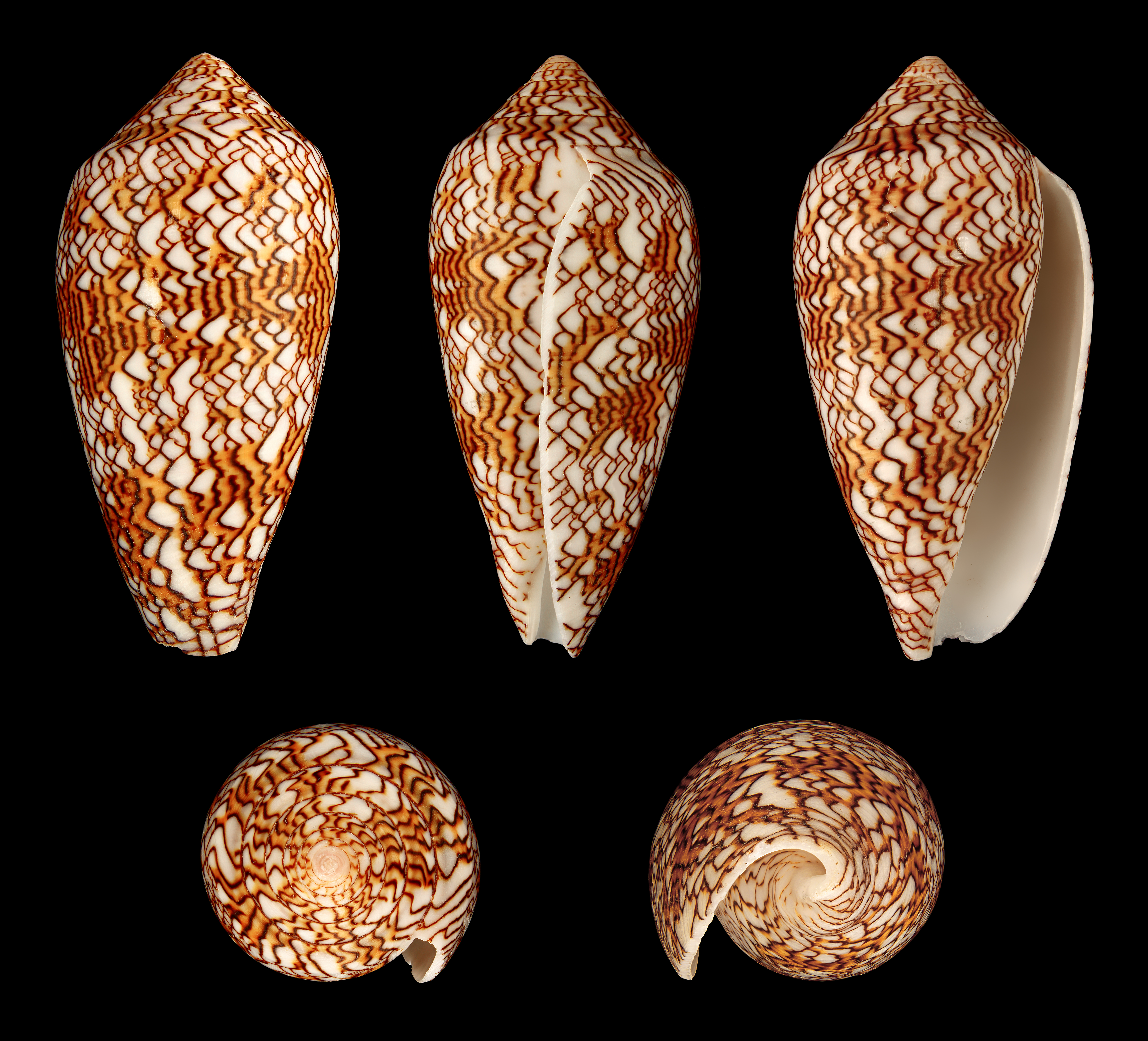

## Autres cônes venimeux (liste non exhaustive)
- Conus aulicus
- Conus auratus
- Conus consors
- Conus geographus (peut être mortel)
- Conus magnificus
- Conus magus
- Conus marmoreus
- Conus obscurus
- Conus pennaceus
- Conus striatus
- Conus tulipa